# ドスペ2
『ドスペ2』（ドスペツー）は、テレビ朝日系列で放送されていた深夜番組で単発特別番組枠（『ドスペ!』の下部番組）。「テレビ朝日の次世代を担う60分のチャレンジ企画」として2004年10月2日にスタートした。番組のタイトル通り、土曜日の深夜（日付上は日曜日の未明）24:30 - 25:25（JST）に放送。主にハイビジョン制作。
なお、テレビ朝日系列局である鹿児島放送（KKB）には『土スペ2』という2時間の深夜番組枠が存在したが、本項目で記述している『ドスペ2』とは別物であった。

## 概要
レギュラー番組への登竜門としての意味合いが強く、この枠で単発放送した『草野☆キッド』や『オーラの泉』が好評を博してレギュラー番組化された。また『バカ検定』が全国で放送された。ほとんど自社制作だが、中には関西ローカルで放送された番組やメ〜テレ制作の事前番組を放送された事がある。2007年後半になると再放送番組も増加し、2008年は番宣番組が多かった。2009年前半は月1回程度『テラコヤ』や『快盗!!シノビーナ』の放送が多かったが、後半あたりから単発番組を中心に戻りつつある。
『藤岡弘、探検シリーズ』最新作等の予告番組、『銭形金太郎』、『愛のエプロン(恋のエプロン)』や『小学生クラス対抗30人31脚』の特別編、或いは中居正広司会の野球関連番組が放送されるなど、番組宣伝として利用される事もある。最も放送回数が多い番組は『快盗!!シノビーナ』で、2009年9月まで合計10回（そのうち特別編を含む）放送されていた。それまでは『テキトーTV』の8回。
2005年1月22日にはライブ中継（録画放送中継）の音楽番組『マイナスターズLIVE』も放送された。兄弟番組の『ドスペ!』が、2007年3月で終了。2009年4月に『サタスペ!』が開始されるも、こちらも9月で終了している。
公式ホームページで、予告ビデオが視聴出来たが、後期からは「見たい・見たくない」の投票となった。また番組終了後「面白かった・メインの出演者が良かった・続編が見たい」などの感想を募る投票も行っており、その結果によって続編や、その企画をアレンジした企画が放送される。2007年4月からは日曜ワイドと合同で「バラエティ祭り」としてリニューアルした（リニューアルの際、2007年3月以前放送分のページはTOPページから行けないようになっている）。
2008年1月12日から3月29日までは前座枠ミニ番組『S』が開始されたことにより、放送時間が5分繰り下がっていた。2009年1月より、元東京ヤクルトスワローズの古田敦也の冠番組『フルタの方程式』を月1回この枠にて放送。2010年10月17日は、DVD発売の宣伝を兼ねて2010年9月9日に放送された『アメトーーク!』「ロンドンハーツ芸人」の再編集版が放送された。2011年4月2日の『ザ・ラストスクエア』をもって単発番組枠は終了、翌週からは海外ドラマ枠（金曜深夜から枠移動となり、第1作は『フラッシュフォワード』）となったが、9月17日で終了。翌週から再び単発番組枠に復帰している。

## この枠からレギュラー化した番組
- 草野☆キッド：草野仁と浅草キッドが草野ランドの建設を目指すバラエティ番組(2005年4月よりレギュラー番組化)。
- 国分太一・美輪明宏のオーラの泉：国分太一と美輪明宏が司会、スピリチュアルカウンセラー江原啓之がゲストに対してオーラや守護霊などを利用したカウンセリングを行う番組(2005年4月よりレギュラー番組化)。
- 今すぐ使える豆知識 クイズ雑学王（2007年10月よりレギュラー番組化）
- 勉強してきましたクイズ ガリベン（2008年1月よりレギュラー番組化）
- 大胆MAP（2008年1月よりレギュラー番組化）

## 月バラ!枠で放送された番組
- 運命の数字
- よっ!日本一!![1]：勝俣州和と天野ひろゆきが紅白に分かれテーマに沿って、これが日本一だと体を張って探してくる番組(2006年7月10日にゴールデン特番が放送され、2007年1月3日14:30 - 16:30に第3弾が放送、2007年6月29日23:15 - 24:10、2007年7月6日23:15 - 24:10に前後編にわたり第4弾が放送、2007年9月22日にドスペ2枠で総集編、2007年9月24日19:00 - 20:54に第5弾が放送)。

## 主な企画
- クイズ・マジジャン
- ビジュアル妄想倶楽部（2006年3月11日）
- 芸能界霊能力検定（2006年7月15日）
- 内村プロデュースSP（2006年8月19日）
- セレクトガール(2006年12月2日放送)
- ドラマスペシャル「一生忘れない物語」
- 芸能人ぶっちゃけランキングバトル シスラー
- ナージュとウフ
- セレブタウン銀座!最新＆流行スポット教えちゃうぞ!人気芸人VS憧れのアイドル 恋の一本勝負SP(2007年11月10日)

### 2回以上のシリーズ放送
- テキトーTV
- 確率検証バラエティ・運命の数字
- MUSIC GARAGE
- ミッドナイトQさま!!
- ボロキャス
- 感染!笑いのウイルス
- バカ検定[2]
- 恋のエプロン
- ドランクドラゴンの天才D!
- マトモニンゲン!?YES・NO!
- キングコングの動物図鑑
- ブサテク 〜ブサイクの恋愛テクニック〜
- with 青木さやか
- 独占!女だらけの60分 レディGO!
- 間違いみっけ!クイズダメ探シティ!→マチガイだらけのダメな街 クイズみっけタウン!（クイズみっけタウン!）
- 天国への階段
- アイドルぶっちゃけトークすっぴん!
- フットボール刑事の芸人家宅捜査（2007年10月6日・13日放送、ABCテレビ［朝日放送］制作で前者は3月23日に放送されたもの）
- 芸能界宇宙部
- キレイ (仮)
- 相棒ナイト（ドラマ「相棒」の再放送）
- テラコヤ!(2008年4月12日「銀幕版 スシ王子!編」、2008年4月26日「相棒-劇場版-編」、2008年8月30日「シャカリキ!編」、2008年9月20日「アキレスと亀編」、2008年11月29日「特命係長 只野仁SP」-劇場版-編、2009年3月21日「相棒シリーズ 鑑識・米沢守の事件簿編」)
- 快盗!!シノビーナ（2008年11月15日・12月6日。以後、2009年9月まで月1回）
- フルタの方程式（2009年1月～、毎月1回）

### 宣伝番組
- 銭形銀太郎
- ラブ★コンTV
- 特命係長 只野仁スペシャル
- ドラマ「TRICK」特別編〜世にも奇妙な本当にあった『TRICK』〜
- ゆく年くる年への道（鶴瓶&ロンドンブーツお笑い!!ゆく年くる年まで2週間）
- 映画「ピーナッツ」特番
- Matthew's Best Hit TV+〜特別編〜
- TAKESHIS'公開直前！ KITANOを育てたヴェネチア映画祭
- 日本最大の危機「亡国のイージス」を見よ
- 祝・PUFFY10周年!パパパパPUFFY復刻盤
- ベストヒットUSA2008スペシャル
- さまぁ〜ず・さまぁ〜ずDVD発売記念SP

### 地方局製作番組
- 朝日放送（ABCテレビ）製作
  - フットボール刑事の芸人家宅捜査（2007年10月6日・13日放送）
- 名古屋テレビ（メ～テレ）製作
  - キングコングのあるコトないコト（2010年4月24日放送、メ～テレでは2009年12月28日放送）

## ネット局
| 放送対象地域 | 放送局              | 系列           | 放送日時           | 備考                    |
| ------------ | ------------------- | -------------- | ------------------ | ----------------------- |
| 関東広域圏   | テレビ朝日（EX）    | テレビ朝日系列 | 土曜 24:30 - 25:25 | 制作局                  |
| 山形県       | 山形テレビ（YTS）   | テレビ朝日系列 | 土曜 24:30 - 25:25 | 2006年10月7日よりネット |
| 熊本県       | 熊本朝日放送（KAB） | テレビ朝日系列 | 土曜 24:30 - 25:25 | 開始当初からネット      |

- 琉球朝日放送（QAB）は、2005年9月24日の放送をもって打ち切ったが、2006年4月からQスペに題名を変えてネットを再開。
- 秋田朝日放送（AAB）は2006年10月8日からサンデースクランブル枠（同局は同番組非ネット）でレギュラー放送を開始したが、約2年前のものを放送している。また、毎月最終日曜は別番組で休止をする。
- 大分朝日放送(OAB)は2005年10月1日よりネットしていたが、2007年10月6日をもって打ち切った。後番組はモップガール(遅れ放送)。

他の系列局では、単発番組の形でネットする事が多いが、レギュラーで放送しているのは上記3局のみである。そのため遅れネット局では16:9で放送されない地域（HOMEなど）が多い。また、『堂本光一の視聴者限定TV 見ちゃダメ!!』が、系列外の高知放送でも単発番組として放送されるケースもあった。